# Caesalpinieae
Caesalpinieae es una tribu de plantas perteneciente a la subfamilia Caesalpinioideae de las leguminosas (Fabaceae).
Las especies de esta tribu presentan hojas bipinadas, excepcionalmente pinadas. El cáliz es dialisépalo. La corola presenta 5 pétalos y el androceo 10 estambres (rara vez menos). Los estambres tienen  a menudo el filamento piloso y las anteras dorsifijas y versátiles.

## Clasificación
Presenta las siguientes  géneros:
| - Acrocarpus - Arapatiella - Arcoa - Balsamocarpon - Batesia - Burkea - Bussea - Caesalpinia - Campsiandra - Cenostigma - Chidlowia - Colvillea | - Conzattia - Cordeauxia - Delonix - Dimorphandra - Diptychandra - Erythrophleum - Gleditsia - Gymnocladus - Haematoxylum - Hoffmannseggia - Jacqueshuberia - Lemuropisum | - Lophocarpinia - Melanoxylum - Moldenhawera - Mora - Moullava - Orphanodendron - Pachyelasma - Parkinsonia (sin. Cercidium) - Paubrasilia - Peltophorum - Poeppigia - Pomaria - Pterogyne - Pterolobium | - Recordoxylon - Schizolobium - Sclerolobium - Stachyothyrsus - Stahlia - Stenodrepanum - Stuhlmannia - Sympetalandra - Tachigali - Tetrapterocarpon - Vouacapoua - Zuccagnia |